# Grabów Nowy (gromada)
Grabów Nowy – dawna gromada, czyli najmniejsza jednostka podziału terytorialnego Polskiej Rzeczypospolitej Ludowej w latach 1954–1972.
Gromady, z gromadzkimi radami narodowymi (GRN) jako organami władzy najniższego stopnia na wsi, funkcjonowały od reformy reorganizującej administrację wiejską przeprowadzonej jesienią 1954 do momentu ich zniesienia z dniem 1 stycznia 1973, tym samym wypierając organizację gminną w latach 1954–1972.
Gromadę Grabów Nowy z siedzibą GRN w Grabowie Nowym utworzono – jako jedną z 8759 gromad na obszarze Polski – w powiecie kozienickim w woj. kieleckim, na mocy uchwały nr 13e/54 WRN w Kielcach z dnia 29 września 1954. W skład jednostki weszły obszary dotychczasowych gromad Grabów Nowy, Broncin, Cychrowska Wola, Grabowska Wola wieś, Grabów Zaleśny (bez kol. Czerwonka), Tomczyn i Grabowska Wola kol. (bez kol. Zwierzyniec) oraz kol. Utniki z dotychczasowej gromady Grabina ze zniesionej gminy Grabów n/Pilicą w tymże powiecie. Dla gromady ustalono 13 członków gromadzkiej rady narodowej.
Gromadę zniesiono 31 grudnia 1959, a jej obszar włączono do gromady Grabów nad Pilicą.